# Преступный квест
«Преступный квест» (англ. Apex; дословно — «Вершина») — американский научно-фантастический боевик режиссёра Эдварда Дрэйка. В США фильм вышел 12 ноября 2021 года. В России фильм вышел в онлайн-кинотеатрах 30 марта 2022 года.

## Сюжет
В недалеком будущем бывший полицейский Томас Мэлоун оказывается заключенным, отбывающим пожизненный срок за преступление, которого он не совершал. Ему предлагают шанс на свободу, если он выиграет секретную игру на частном острове в качестве «добычи» для пяти сверхбогатых «охотников». Один за другим охотники нападают друг на друга из-за эгоизма и обиды. Последний живой охотник Сэмюэл «Воин Вершины» в конце концов оказывается перехитрённым. Мэлоун получает свободу, чтобы снова увидеть свою семью.

## В ролях
- Брюс Уиллис — Томас Мэлоун
- Нил Макдонаф — Сэмюэл Рейнсфорд
- Кори Лардж — Кэррион
- Лохлин Манро — Лайл
- Тревор Гретцки — Экки
- Нельс Леннарсон — Бишоп
- Меган Пета Хилл — Джеза
- Алексия Фэст — Уэст Зарофф

## Производство
Фильм снимался в Виктории, Британская Колумбия. Съёмки завершились в ноябре 2020 года. Фильм был выпущен в некоторых регионах как Apex Predator.